# Bronchocela
Genre
Bronchocela est un genre de sauriens de la famille des Agamidae.

## Répartition
Les quinze espèces de ce genre se rencontrent en Asie du Sud-Est.

## Liste des espèces
Selon The Reptile Database (31 décembre 2023) :
- Bronchocela burmana Blanford, 1878
- Bronchocela celebensis Gray, 1845
- Bronchocela cristatella (Kuhl, 1820)
- Bronchocela cyanopalpebra Chandramouli et al., 2023[3]
- Bronchocela danieli (Tiwari & Biswas, 1973)
- Bronchocela hayeki (Müller, 1928)
- Bronchocela jubata Duméril & Bibron, 1837
- Bronchocela marmorata Gray, 1845
- Bronchocela nicobarica Chandramouli et al., 2023[3]
- Bronchocela orlovi Hallermann, 2004
- Bronchocela rayaensis Grismer et al., 2015
- Bronchocela rubrigularis Hallermann, 2009
- Bronchocela shenlong Grismer et al., 2015
- Bronchocela smaragdina Günther, 1864
- Bronchocela vietnamensis Hallermann & Orlov, 2005

## Publication originale
- Kaup, 1827 : Zoologische Monographien. Isis von Oken, vol. 20, p. 610-625 (texte intégral).